# 그로지스크군 (비엘코폴스카주)

비엘코폴스카주 지도에 표시된 그로지스크군의 위치

그로지스크군(폴란드어: powiat gostyński)은 폴란드 비엘코폴스카주에 위치한 군으로 군청 소재지는 그로지스크비엘코폴스키이며 면적은 643.72km2, 인구는 49,444명(2006년 기준), 인구 밀도는 77명/km2이다.
동쪽으로는 포즈난군, 남동쪽으로는 코시치안군, 남서쪽으로는 볼슈틴군, 서쪽으로는 노비토미실군과 접한다. 5개 지방 자치체(3개 도시형 농촌, 2개 농촌)를 관할한다.

군기
군 문장